# جندل (سکیکده)
جندل (به عربی: جندل) یک شهرداری در الجزایر است که در استان سکیکده واقع شده‌است.